# Kłonówek-Wieś
Kłonówek-Wieś (do 31 grudnia 2013 Kłonówek) – wieś w Polsce położona w województwie mazowieckim, w powiecie radomskim, w gminie Gózd. Ma status sołectwa.
W latach 1975–1998 miejscowość administracyjnie należała do województwa radomskiego.
W Kłonówku urodził się Józef Mirecki ps. Montwiłł (1879-1908), bojowiec Organizacji Bojowej PPS, stracony na stokach Cytadeli.
Wieś jest siedzibą rzymskokatolickiej parafii Najświętszej Maryi Panny Królowej Polski.